# Scylla serrata
El cangrejo de manglares (Scylla serrata) es una especie de crustáceo decápodo de la familia Portunidae. Es un cangrejo de importancia ecológica que se encuentra en los estuarios y manglares de África, Australasia y Asia. En sus formas más comunes, los colores de su caparazón varían de un verde moteado intenso a un marrón muy oscuro.

## Distribución
El área de distribución natural de S. serrata se encuentra en el Indo-Pacífico. Se encuentra desde Sudáfrica, alrededor de la costa del Océano Índico, donde es especialmente abundante en Sri Lanka, hasta el archipiélago del sudeste asiático, así como desde el sur de Japón hasta el sureste de Australia, el norte de Nueva Zelanda, y tan al este como Fiyi y Samoa. La especie también ha sido introducida en Hawái y Florida.
En Hawái, los cangrejos de manglares se conocen popularmente como cangrejos de Samoa, ya que originalmente se importaron de Samoa Americana. Como estos cangrejos son conocidos por su tamaño robusto y su contenido denso de carne, han sido muy buscados a lo largo de los años. Como resultado del exceso de captura de cangrejos, los esfuerzos del gobierno local han restringido la recolección de cangrejos de menos de 6 pulgadas (ancho a lo largo de la espalda) y la captura de hembras de cualquier tamaño es ilegal.

## Ecología
Un estudio sobre planicies intermareales en Deception Bay en Queensland encontró que los cangrejos juveniles (20–99 mm o 0,8–3,9 de ancho de caparazón) residían en la zona de manglares y permanecían allí durante la marea baja, mientras que los subadultos (100–149 mm o 3,9–5,9 mm) in) migraron a la zona intermareal para alimentarse durante la marea alta y se retiraron a las aguas submareales durante la marea baja. Los adultos (150 mm o 5,9 pulgadas y más grandes) fueron capturados principalmente por debajo de la marca de la marea baja, con una pequeña cantidad capturada en la zona intermareal durante la marea alta.
Estos cangrejos son de naturaleza altamente caníbal; cuando los cangrejos mudan, otros de caparazón duro a veces atacan a los cangrejos que están mudando y los devoran. Las hembras pueden dar a luz a un millón de crías, que pueden crecer hasta 3,5 kg (7,7 lb) de tamaño y tener un caparazón de hasta 24 cm (9,4 pulgadas) de ancho.

## Acuicultura y consumo humano

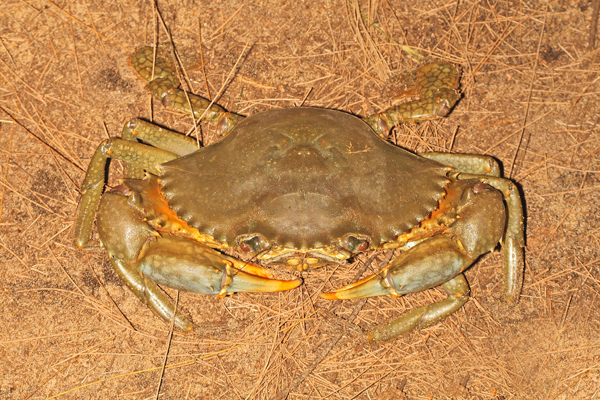
S. serrata en Karwar, India.

El interés en la acuicultura de esta especie ha sido alto debido a la alta demanda/precio de la misma, el alto contenido de carne y las rápidas tasas de crecimiento en cautiverio. Además, tienen una alta tolerancia tanto al nitrato como al amoníaco (el doble que el Portunus pelagicus de tamaño similar), lo cual es beneficioso porque el amoníaco-N suele ser el factor más limitante en los sistemas acuícolas cerrados. Su alta tolerancia al amoníaco-N puede atribuirse a varias respuestas fisiológicas únicas que pueden haber surgido debido a sus preferencias de hábitat. Sin embargo, su acuicultura ha sido limitada debido a la supervivencia de las larvas, a menudo baja e impredecible. Esto puede deberse a una nutrición inadecuada, enfermedad, "síndrome de muerte por muda" (debido a su comportamiento altamente caníbal durante la etapa de megalopa), protocolos inadecuados (por ejemplo, condiciones ambientales subóptimas) o una combinación de todos.
S. serrata se puede mantener fácilmente en acuarios domésticos cuando es pequeño, pero supera los pequeños montajes. Son muy activos y comen casi todos los gránulos de hundimiento convencionales; también consumen algunos trocitos de pescado y materia vegetal. Son tolerantes con la mayoría de las condiciones del agua y, en general, son una especie muy resistente y entretenida.
Generalmente cocinados con sus caparazones, cuando mudan sus caparazones, se pueden servir como uno de los muchos tipos de cangrejos de caparazón blando. Los cangrejos de manglares se pueden matar colocándolos en un congelador hasta dos horas antes de cocinarlos.